# Turbonilla anira
Turbonilla anira är en snäckart som beskrevs av Dall och Bartsch 1927. Turbonilla anira ingår i släktet Turbonilla och familjen Pyramidellidae. Inga underarter finns listade i Catalogue of Life.